# Strich (Theater)
In der Theatersprache  ist ein Strich ein Teil eines Bühnenwerks, der nicht zur Aufführung gelangen soll. Der „Strich“ ist also die gestrichene Passage. Traditionell wird dies im Text durch einen Bleistiftstrich vom letzten noch geltenden bis zum ersten wieder geltenden Zeichen markiert. Striche werden vom Leitungsteam, also etwa vom Regisseur und Dramaturgen, gemacht und vom Ensemble gemeinsam während der Leseprobe eingetragen. 
In den vergangenen Jahrhunderten wurden zahlreiche Striche aus politischen oder moralischen Rücksichten von der Zensur oder der Selbstzensur im Theater verfügt, heute werden sie vor allem aus dramaturgischen Gründen oder zur Begrenzung der Vorstellungsdauer vorgenommen.
Im Musiktheater muss neben der Handlungslogik auch die musikalische Logik beachtet werden, vor allem die tonartlichen Anschlüsse zwischen gestrichenen Passagen müssen stimmen. Bei vielen Opernwerken gibt es traditionelle Striche, die von den meisten Einstudierungen übernommen werden.
Ein Text mit eingetragenen Strichen wird Strichfassung genannt. Wenn eine gestrichene Passage wieder in die Aufführung integriert werden soll, heißt es, der Strich werde „geöffnet“. 